# Баженков Володимир Євгенович
Володимир Євгенович Баженков (25 листопада 1945 — листопад 2007) — український спортивний функціонер. Колишній Голова Центральної ради спортивного товариства «Спартак», член виконкому НОК України, заступник голови Комітету з розвитку футболу в регіонах Федерації футболу України. Нагороджений орденом «За заслуги» III ступеня (2005).

## Кар'єра
Був у списку Партії зелених України під № 88 на парламентських виборах 2002 року, але за 2 тижні до голосування кандидатуру виключено зі списку рішенням ЦВК через невідповідності в декларації про доходи. На момент виборів — Голова Центральної ради спортивного товариства «Спартак», член Партії зелених України, проживав у Києві.
Помер 2007 року. У наступні роки відбувалися меморіали Баженкова з різних видів спорту.

## Нагороди
- Орден «За заслуги» ІІІ ступеня (30.11.2005)[8]